# Европа (фильм, 2013)
«Европа» (англ. Europa Report) — американский научно-фантастический фильм режиссёра Себастьяна Кордеро, снятый в псевдодокументальном стиле. Лента в основном построена в форме видеозаписей о полёте космической экспедиции к спутнику Юпитера Европе, где экипаж корабля обнаруживает внеземную жизнь.

## Сюжет
Фильм повествует о международной космической экспедиции к шестому спутнику Юпитера, которую снаряжает некая частная корпорация. Цель полёта — высадиться на поверхность Европы, где, как считают некоторые учёные, существует вероятность возникновения жизни. Фильм представляет собой смонтированные видеозаписи экипажа, которые удалось получить уже после его гибели, с комментариями руководителей проекта.
При приближении к Европе из-за солнечной бури у экипажа пропадает связь с Землёй — выходит из строя коммуникационный модуль. При выходе в открытый космос для починки неисправности погибает Джеймс Корриган, спасающий при этом раненого коллегу Андрея Блока.
Прибыв на покрытую льдом Европу, экипаж опускает в подлёдный океан разведывательный зонд через предварительно пробурённую скважину, чтобы взять пробы воды, однако по неизвестной причине зонд перестаёт отвечать на сигналы, предварительно зафиксировав странную вспышку света. Другую движущуюся вспышку так же замечает через иллюминатор Андрей, но ему не верят из-за его небольшой неуравновешенности.
Для забора проб воды на поверхность выходит Катя Петрова, которой удаётся переслать сигнал с анализом проб на корабль, причём в воде обнаруживается простейший одноклеточный организм и тем самым, подтверждается гипотеза о возможности жизни на Европе. Однако, не успев вернуться на корабль, Катя замечает подо льдом огни неизвестного происхождения, после чего под ней трескается лёд и она начинает быстро уходить под воду и погибает.
Оставшиеся четверо астронавтов пытаются взлететь с поверхности спутника, однако при взлёте отказывает один из двигателей и корабль падает, а затем начинает медленно погружаться под лёд. Капитан корабля гибнет при посадке, вышедший наружу для починки приборов Даниэль исчезает. Андрей предлагает Розе отключить поддержку жизнеобеспечения, чтобы получить возможность передать все полученные данные на Землю, однако оставить надежду на возвращение. Роза соглашается. Андрей чинит связь, его, находившегося снаружи, окружают подлёдные огни, и он гибнет. Роза передаёт все данные и видеозаписи на Землю и открывает шлюзы при включённых камерах прямой трансляции, чтобы в последние секунды жизни увидеть, как корабль наполняется водой, сквозь которую прорывается гигантское светящееся существо со щупальцами.

## В ролях
- Шарлто Копли — Джеймс Корриган
- Каролина Выдра — Катя Петрова[4]
- Дэниел Ву — Уильям Сюй, командир корабля
- Кристиан Камарго — доктор Даниэль Люксембург
- Микаэль Нюквист — Андрей Блок
- Анамария Маринка — Роза Даске
- Эмбет Дэвидц — доктор Саманта Унгер, руководитель проекта
- Дэн Фоглер — доктор Никита Соколов (в оригинале Солоков)
- Исайя Уитлок-мл.[англ.] — доктор Тарик Памука
- Нил Деграсс Тайсон — в роли самого себя (архивная запись)

## Производство
Съёмки фильма проходили в Бруклине. Первое изображение из фильма было обнародовано 11 февраля 2012 года.
Сценарий был написан Филиппом Джелэттом по мотивам романа Артура Кларка «2010: Одиссея два». а конкретнее - по главах посвящённых китайскому космическому кораблю "Цянь", его посадке на Европу и гибели из-за нападения местной фауны. В фильм «Космическая одиссея 2010 - год контакта» эта сюжетная линия не вошла, поэтому, по решению Джелета, создатели фильма переделали китайскую экспедицию в международную. Музыку к фильму написал Беар Маккрири.
Кинопремьера состоялась 2 августа 2013 года.
Формат фильма — найденные плёнки: по истории фильм монтирован из видеозаписей, посылаемых с другого конца Солнечной системы и продолжающих своё повествование после неожиданного восстановления связи с кораблём.
Перед съёмками команда изучала реальные видео с борта МКС, Шаттлов, выходов в космос.  Космический корабль был нарисован с помощью компьютерной графики. Невесомость имитировалась с помощью шаров и подвешивания на тросах. Затопление корабля было снято на масштабной модели в треть реального размера. Подсветка Европы имитировала биолюминесценцию.

## Критика
Фильм «Европа» получил в основном положительные отзывы кинокритиков. Портал Rotten Tomatoes дал фильму рейтинг 80 % «сертифицировано свежий» на базе 74 обзоров, назвав фильм клаустрофобным и стильным медленным триллером, который вернул науку в научную фантастику. Агрегатор Metacritic присвоил рейтинг 68 из 100 на базе 25 обзоров, что соответствует в целом благоприятному уровню.
Журнал Variety назвал фильм разумно правдоподобным и выразительно контролируемым достижением, а space.com отметил фильм как одно из наиболее захватывающих и реалистичных изображений освоения космоса с момента «Луны 2112» и «Космической одиссеи 2001 года». Fearnet назвал фильм одним из самых искренних, тревожных и увлекательных научно-фантастических фильмов за последние несколько лет.
Фильм номинировался на премию Рея Брэдбери членами SFWA.